# Татарчук Юрій Володимирович
Ю́рій Володи́мирович Татарчу́к (3 липня 1974 — 29 червня 2016) — молодший сержант Збройних сил України, учасник російсько-української війни.

## Життєпис
Народився 1974 року в місті Суми, закінчив Сумське медичне училище, здобув спеціальність військового фельдшера. Багато років віддав роботі у медичній галузі — працював медбратом у відділенні кардіології ЦГБ, потім, здобувши кваліфікацію масажиста, 7 років працював у цьому напрямку.
Активний учасник Студентської революції у Сумах, Майдану 2004 року та Революції Гідності. З 2004 року — член УНА-УНСО.
З початком російського збройного вторгнення брав участь у вишколах УНСО — як медінструктор; добровольцем мобілізований 4 серпня 2015 року. Молодший сержант, заступник командира бойової машини — навідник-оператор, 54-та окрема механізована бригада. У зоні бойових дій Юрій почав віршувати. У 20-х числах червня 2016 року Юрій приїздив у відпустку додому.
29 червня 2016 року брав участь в операції зі знищення укріпленої позиції противника «Мурашник». Зник безвісти під час бойових дій у районі Луганське — Логвинове (Бахмутський район) — група відходила з висоти й потрапила під мінометний обстріл терористів. Кількох солдатів було тяжко поранено. Загинув, як позначено в медичному висновку, через «шок, грубе порушення анатомічної цілісності голови та шиї». Побратими оповідали, що після обстрілу лишилося багато поранених, Юрій повернувся до них, сподівався когось врятувати. Біля нього вибухнув стрілень.
Терористи передали українській стороні за обміном тіло Юрія, експертиза ДНК підтвердила особу загиблого.
Похований 28 серпня 2016 року на Центральному кладовищі міста Суми, Алея Слави.
Без Юрія лишилися батько, мама Любов Миколаївна, сестра, 2 сини.

## Нагороди та вшанування
- Указом Президента України № 318/2017 від 11 жовтня 2017 року «за особисту мужність і високий професіоналізм, виявлені у захисті державного суверенітету та територіальної цілісності України, вірність військовій присязі» — нагороджений орденом «За мужність» III ступеня (посмертно)[1].